# نوكيا 105 (2019)
نوكيا 105 (2019) (بالإنجليزية: Nokia 105 (2019))‏، المعروف أيضًا باسم نوكيا 105 الإصدار الرابع (Nokia 105 4th Edition)، هو هاتف مميز يحمل علامة نوكيا من صنع إتش إم دي العالمية. تم الكشف عنه في 24 يوليو 2019 إلى جانب نوكيا 220 4 جي وتم إصداره في سبتمبر 2019. الهاتف متوفر باللون الأزرق والوردي والأسود.

يستخدم الهاتف نظام تشغيل سيريز 30+ ويقتصر الاتصال على خدمات الجيل الثاني. كما يضم الهانف العديد من الألعاب التي يمكن الوصول إليها عبر القائمة الرئيسية، ويمكن تشغيل بعضها بضع مرات فقط ، ثم تتطلب الشراء.

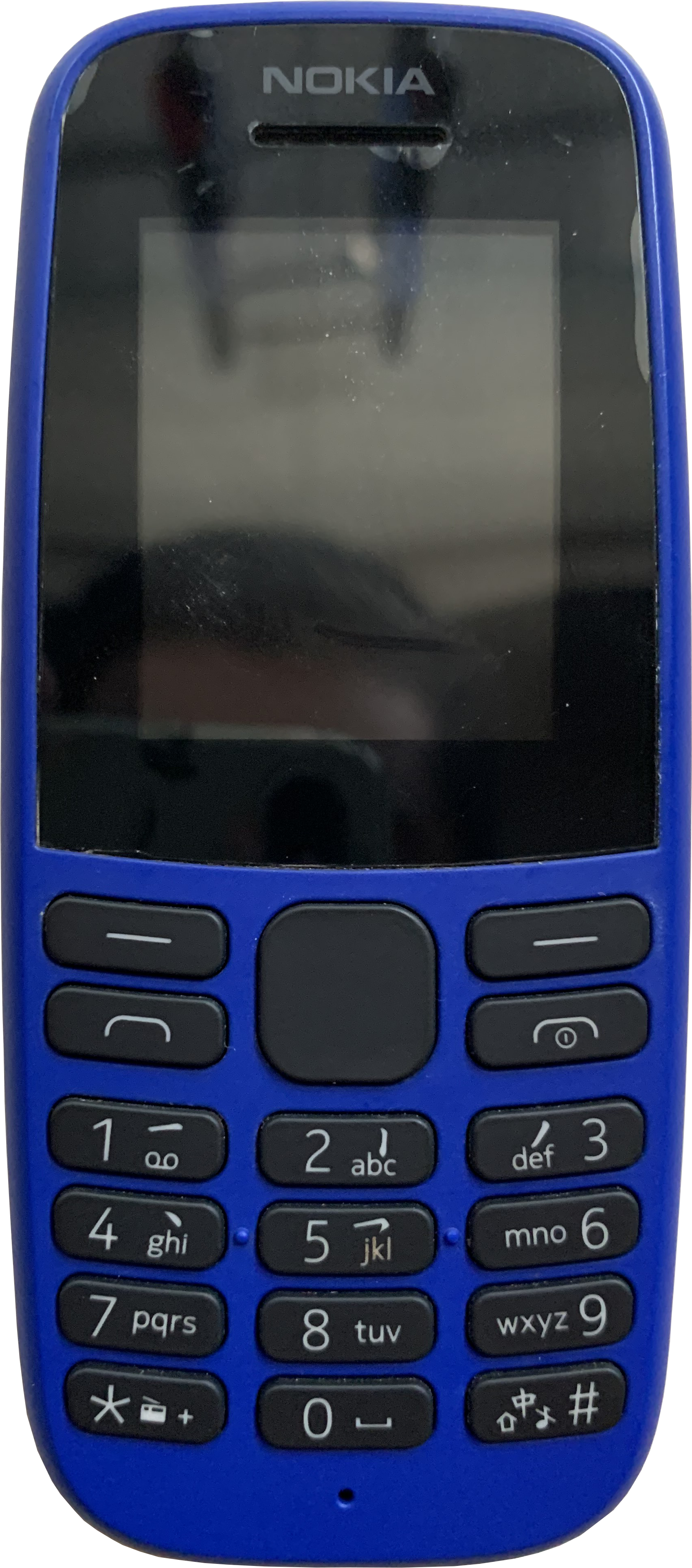
نسخة باللون الأزرق
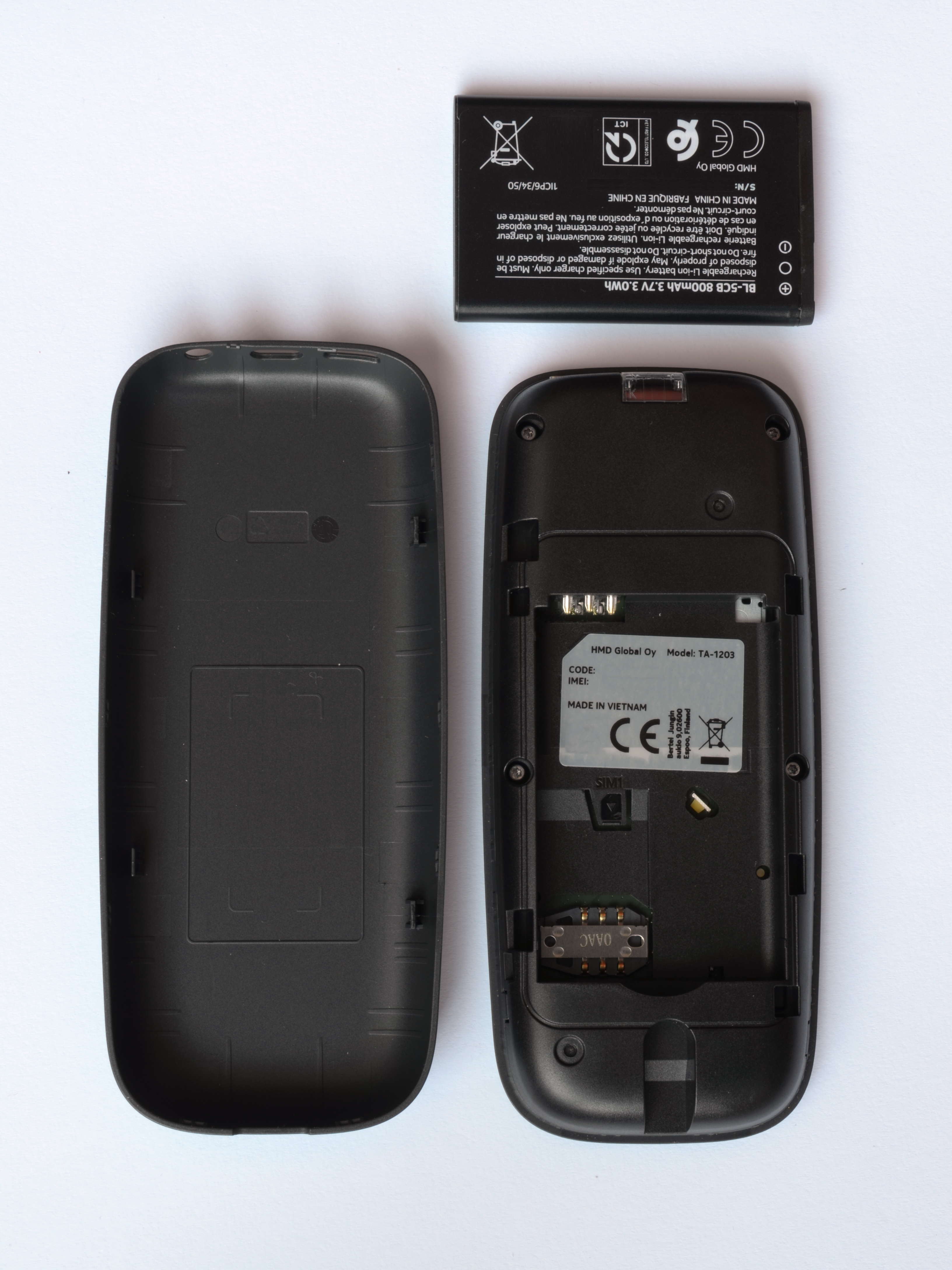
الأجزاء الداخلية لإصدار بطاقة سيم واحدة
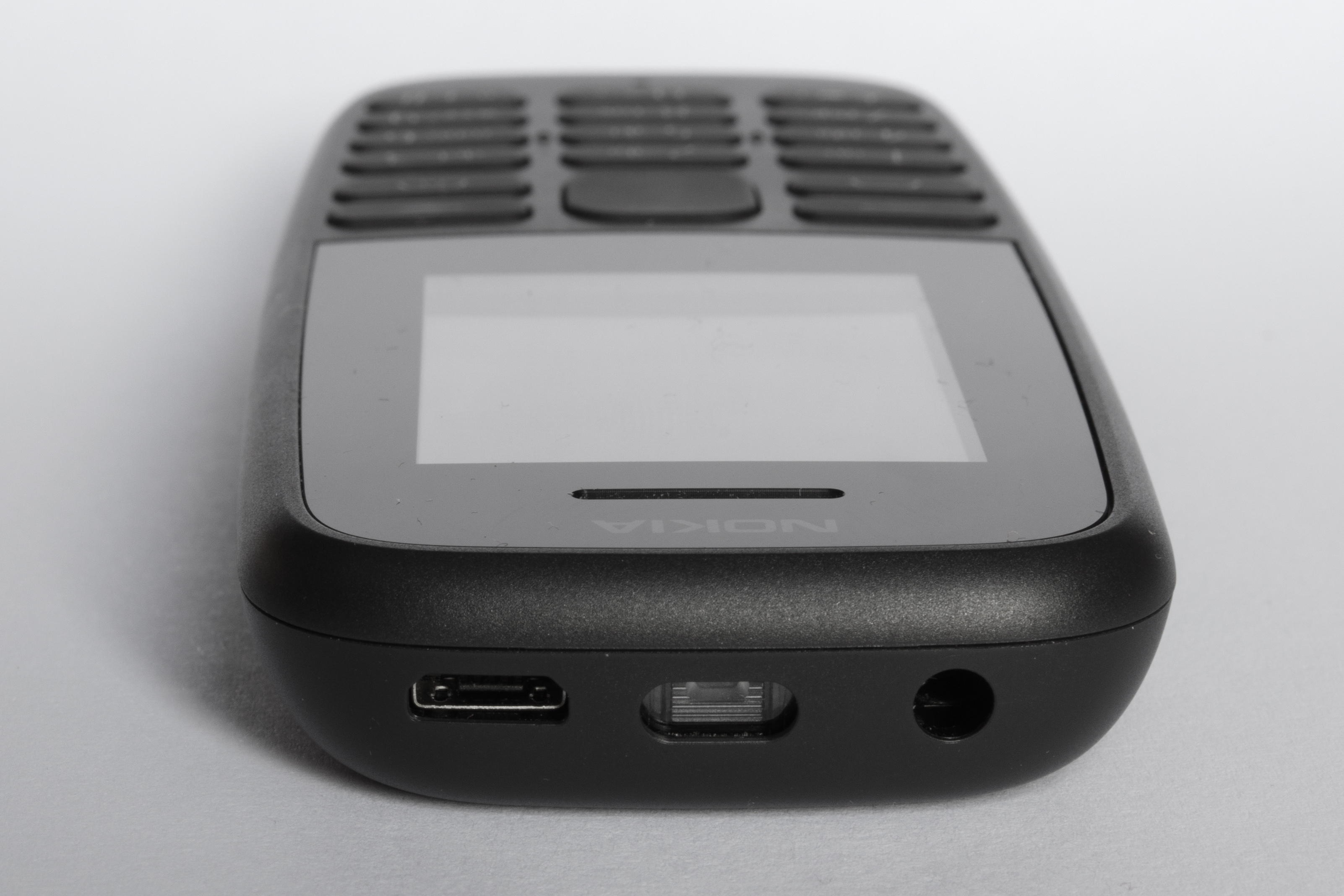
يظهر الجزء العلوي (من اليسار إلى اليمين) مقبس طاقة USB مصغر ومصباح يدوي ومقبس سماعة الرأس
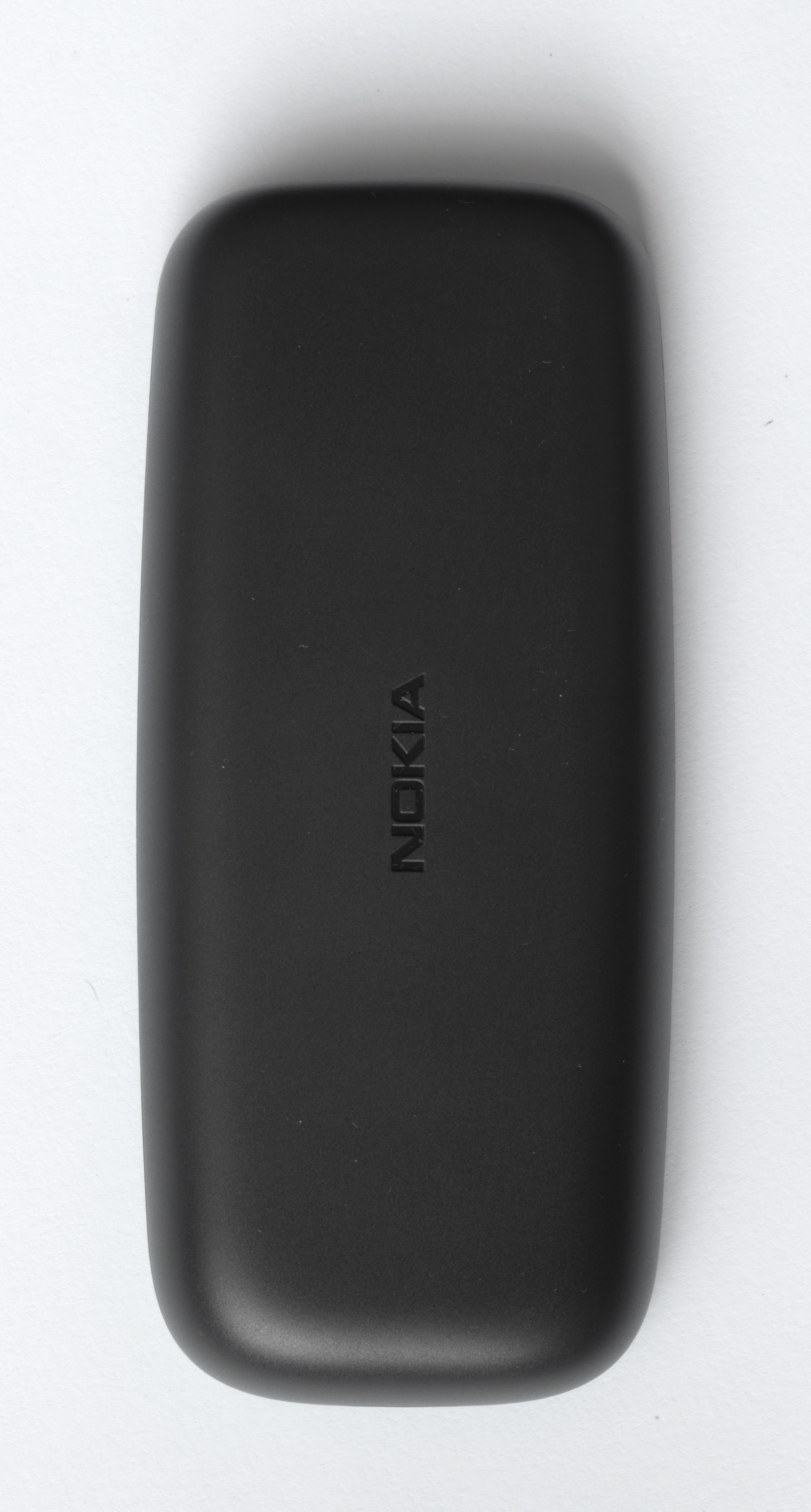
الجزء الخلفي لهاتف نوكيا 105 أسود اللون
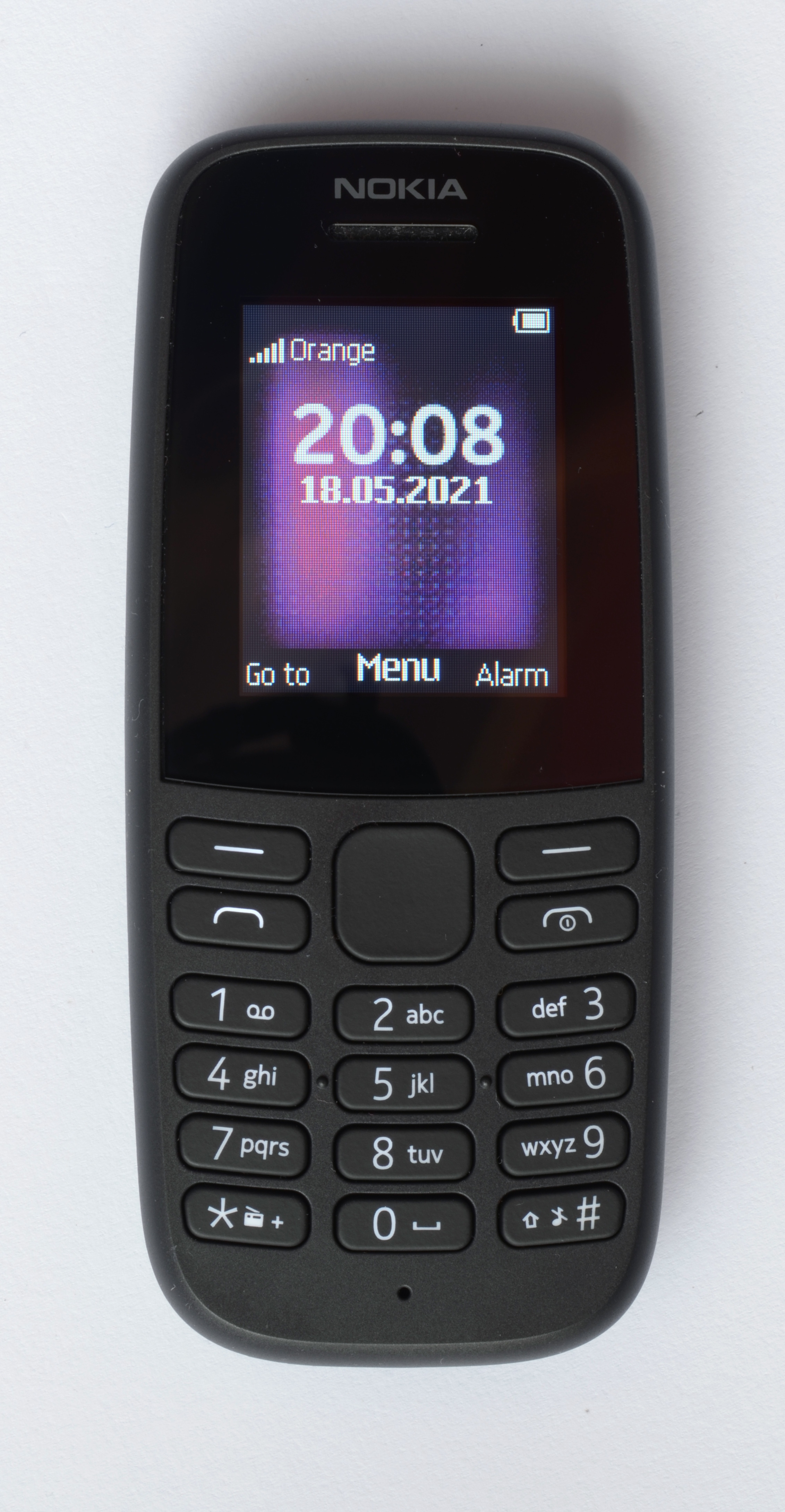
عرض الشاشة الرئيسية